# 广东小野芝麻
广东小野芝麻（学名：Galeobdolon kwangtungense）为唇形科小野芝麻属下的一个种。